# Charles Pathé
Charles Pathé (Chevry-Cossigny, Sena y Marne, Francia, 26 de diciembre de 1863-Montecarlo, Mónaco, 25 de diciembre de 1957) fue un importante productor cinematográfico francés.

## Biografía
Nacido en una modesta familia, Charles Pathé llegó a convertirse en el más importante empresario del cine mudo. Su padre, ex coracero de la Guardia Imperial de Napoleón III, montó una salchichería que no le dio demasiada fortuna. Debido a la difícil situación económica de su familia, su infancia fue difícil y muy problemática. Cumplido el servicio militar, se embarcó con un grupo de emigrantes armenios rumbo a tierras americanas. Dos años después volvió a Francia, arruinado y contagiado por la fiebre amarilla. Una vez en su patria, adquirió un restaurante y se casó.
Fue en 1894 cuando Pathé empezó su andadura en el mundo cinematográfico. Mientras recorría en bicicleta la feria de Vincennes asistió a una audición del fonógrafo de Edison. Tras conseguir prestados 700 francos, adquirió un fonógrafo y montó un negocio de venta de cilindros fonográficos y quinetoscopios. Pathé se adentró de lleno en la producción y comenzó a grabar cilindros con músicos. Durante esta época conoció al ingeniero Henry Joly, quien le propuso crear un aparato tomavistas. Dado que el prototipo resultó ser demasiado caro, Pathé decidió separarse de Joly. Sin embargo, Pathé se quedó con todo el material, que él había financiado. Tras el éxito de su pequeña empresa de fonógrafos, se asoció con su hermano Émile y fundó la compañía cinematográfica Phaté Fréres el 28 de septiembre de 1896. Mientras Charles se centró en el cine, su hermano se dedicó a la rama fonográfica. El icono de dicha empresa, el famoso gallo, se exportó por toda Europa y resto del planeta.

## El padre de la industria cinematográfica

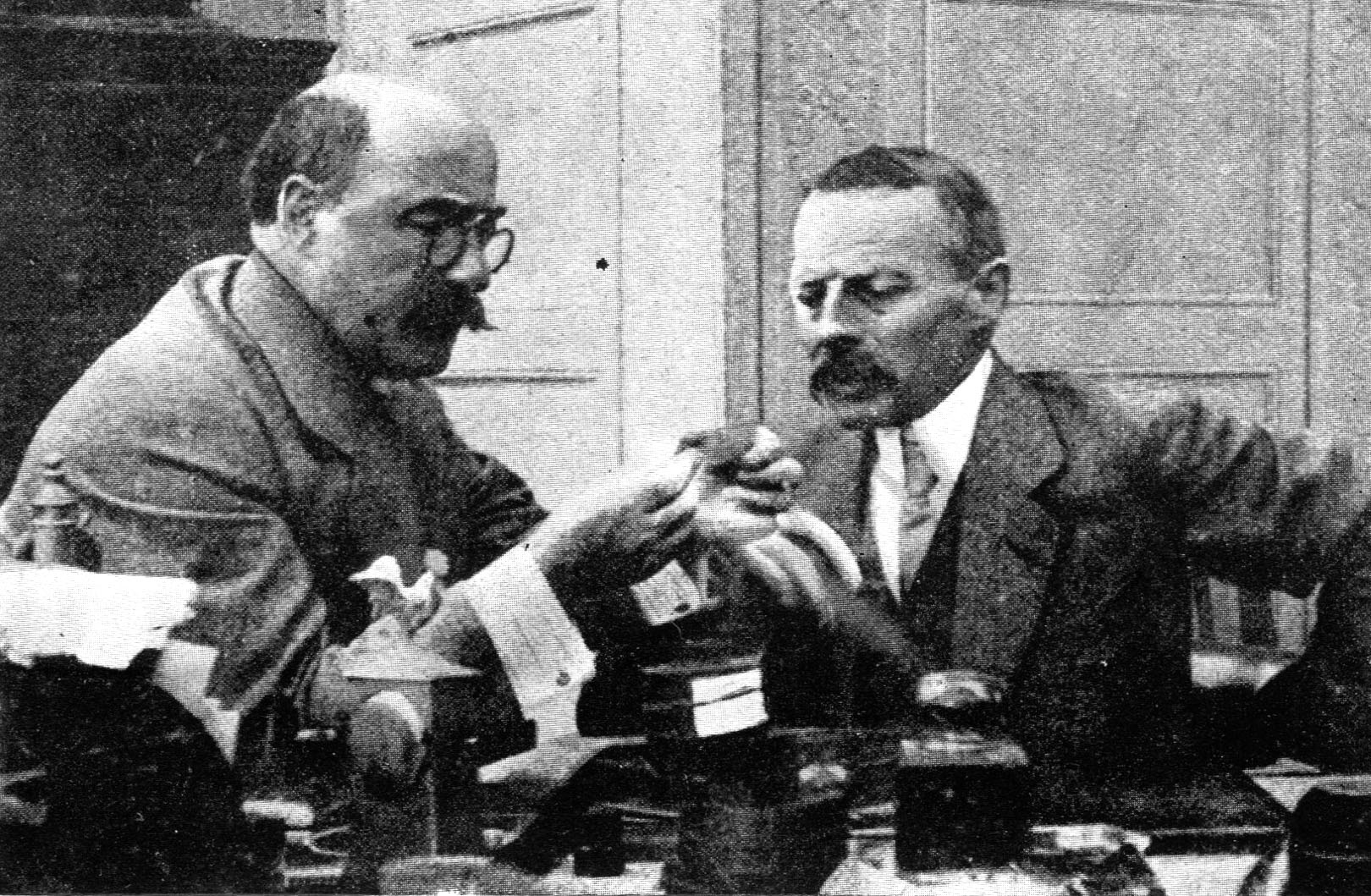
El director Ferdinand Zecca con el productor Charles Pathé en 1909.

Como Edison hizo en Estados Unidos, Charles Pathé fue el pionero en la industrialización del cine en Francia. En sus películas aplicó una fórmula para atraer a todo tipo de espectador. Su gran eficacia se debió a las llamadas "escenas dramáticas realistas", en las cuales aparecían los crímenes del Museo de Cera Grévin o los pasajes más violentos de L'assommoir de Émile Zola sobre las víctimas del alcohol. Esta tendencia al realismo sentó las bases para futuros movimientos cinematográficos,como el realismo poético francés y el neorrealismo italiano. 
Pathé se rodeó de personas que se hicieron cargo de la dirección de películas, como Ferdinand Zecca. Al igual que Georges Méliès, Zecca procedía del mundo de las variedades y el espectáculo. Sus productos utilizaban fórmulas como comedias galantes, actualidades reconstruidas, escenas fantásticas, persecuciones cómicas, etc.. Junto a Pathé, inventó el noticiario cinematográfico. La mayoría de estos noticiarios eran dramatizaciones de hechos importantes, dada la imposibilidad de asistir al lugar de la noticia. Este género gozó de una gran acogida, porque gracias a su espectacularidad tenían una gran capacidad de impacto emocional. Además, durante la Primera Guerra Mundial se convirtió en un referente informativo fundamental.
El gran monopolio cinematográfico de Pathé consistió en la producción controlada de películas por medio de agencias. En dos años creó agencias por todo el mundo. En 1906, el español Segundo de Chomón fundó la Hispano Film en Barcelona, y cuatro años más tarde Pathé entraría en el mercado estadounidense con Pathé América, vinculada al Trust de la Motion Pictures Patent de Edison. 
Pathé siguió unas pautas de producción basadas en la expansión "horizontal", es decir, en la producción y distribución masiva de copias de una misma película. Muestra de su éxito es el crecimiento espectacular de sus beneficios, que pasaron de 345 000 francos a 24 millones en 7 años. Aun así, Pathé dio un paso más y desarrolló la expansión "vertical". De esta manera controlaba también la fabricación de las películas vírgenes, los aparatos de grabación y las salas de exhibición. Su lema era "mínimo presupuesto, máxima explotación". En agosto de 1913, Charles Pathé rompe su relación con el Trust de Edison, y un año después se independiza y funda la Pathé Exchange.
En 1930, Charles Pathé se retiró de los asuntos cinematográficos, después de ceder sus acciones a Bernard Natan. Sin embargo la sociedad Pathé Natan desapareció rápidamente, según algunos debido a dudosas operaciones financieras, que llevaron a la detención de Natan. No obstante, es más probable que Bernard Natan fuese víctima del antisemitismo de los años 30. La sociedad Nouvelle Pathé Cinéma perduró todavía 50 años, hasta que fue adquirida en 1992 por la sociedad Chargeurs.

## Filmografía
Algunas de las películas más representativas que Charles Pathé produjo fueron las siguientes:
- 1901: El ídolo en el túnel
- 1901: Historia de un crimen
- 1901: Las víctimas del alcohol
- 1902: L'assommoir
- 1902: La pasión
- 1902: Vida, pasión y muerte de Nuestro Señor Jesucristo
- 1903: La huelga
- 1904: Les Dénicheurs d'oiseaux
- 1904: El asesinato del duque de Guisa
- 1904: Viaje a través de lo imposible
- 1905: La Révolution en Russie
- 1905: El amante de la luna
- 1906: Les Effets de la fondre
- 1907: Ali Baba y los cuarenta ladrones
- 1908: Les Chiens et ses services
- 1910: Les Débuts de Max au cinéma
- 1913: Le Roi du Dagne
- 1919: J'accuse
- 1923: La Roue